# Scandix grandiflora
Scandix grandiflora là một loài thực vật có hoa trong họ Hoa tán. Loài này được L. miêu tả khoa học đầu tiên.